# Пробуди се
Пробуди се је српска информативна и ток-шоу јутарња телевизијска емисија коју приказује Нова од 1. јуна 2020. године. Емисија се приказује радним данима од 6 до 9 часова. Водитељка програма и главна уредница је Невена Маџаревић, коју од 2024. године повремено мења водитељски пар Ива Косовац и Марко Катић. Уредници емисије су: Душан Телесковић, Марија Богуновић и Јелена Трајковић Живковић. Реализатори јутарњег програма су Маринела Бањац, Анастасија Ставрић и Зоран Глигоријевић. Друга сезона почела је 1. септембра 2020. године.
Из Београда се укључују репортери Јелена Вучетић, Данило Савић и Емилија Гојковић. Аутори наглашавају да су важан сегмент емисије и укључења репортера из осталих већих градова Србије, па сваког јутра гледаоци могу да прате и укључења са терена репортера из осталих већих градова Србије. За приче из Војводине задужена је Сања Игњатовић Екер, читаву Мачву покрива Ђорђе Мијаиловић, у Шумадији је Златију Лабовић заменила Соња Радошевић, а са истока земље јавља се Катарина Голубовић. Из Ниша од првог дана у програму је Ивана Марковић. Западни део Србије покрива Небојша Јовановић, а приче из Ужица доноси Сњежана Остојић, док из Новог Пазара извештава Катарина Радовић.
Водитељ временске прогнозе је Марко Катић.  За најаве предстојећих утакмица, анализе и вести из спорта задужени су новинари са Спорт клуба. Сваког јутра приказују се рубрике: „Прелистај се”, „Реч јутра” и „Угломер”.
Од 4. јуна 2022. викенд издање приказује се под насловом Покрени се који води Марко Новичић, а траје од 7 до 11 часова.
Уредници емисије Покрени се су Вера Николић и Дуња Ранковић, а у октобру 2024. године емисија добија и водитељку временске прогнозе Настасију Стошић.